# Czartowiec
Ne doit pas être confondu avec Czartówiec.
Czartowiec (prononciation [t͡ʂarˈtɔvjɛt͡s]) est un village de la gmina de Tyszowce du powiat de Tomaszów Lubelski dans la voïvodie de Lublin, situé dans l'est de la Pologne.
Le village se situe à environ 7 kilomètres au sud-ouest de Tyszowce (siège de la gmina), 22 kilomètres au nord-est de Tomaszów Lubelski (siège du powiat) et 108 kilomètres au sud-est de Lublin (capitale de la voïvodie).

## Histoire
L'église historique de la Transfiguration a été construite au XIXe siècle. Dans les années 1875-1919 et 1943-1944, elle était une église orthodoxe.
Au cours de la Seconde Guerre mondiale, en 1944, le père orthodoxe Piotr Ohryzko a été assassiné dans le viillage. En 2003, il a été canonisé comme l'un des martyrs de Chelm et de Podlasie.

## Administration
De 1975 à 1998, le village est attaché administrativement à l'ancienne voïvodie de Zamość.
Depuis 1999, il fait partie de la nouvelle voïvodie de Lublin.